# Kabinett Millerand II

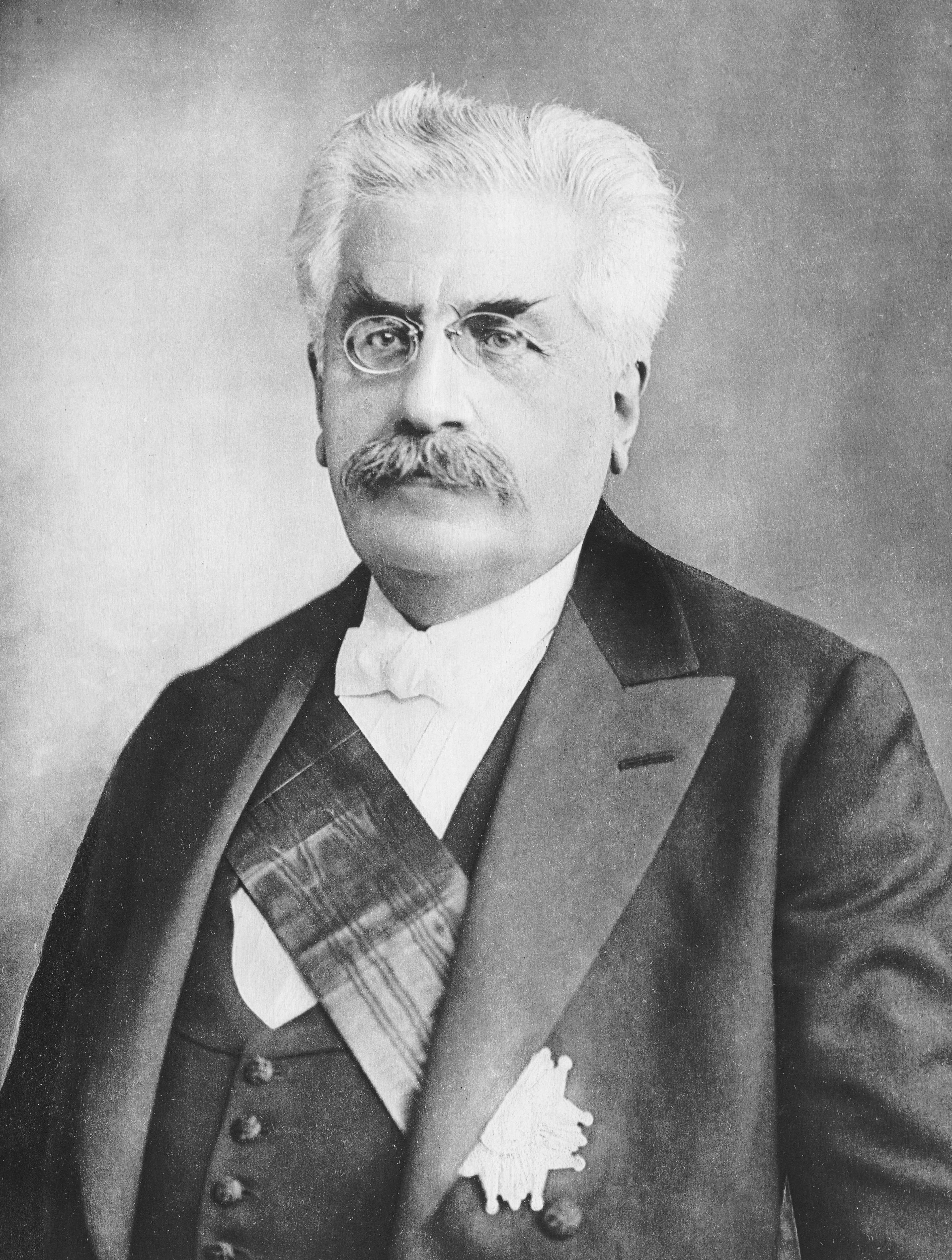
Alexandre Millerand (1920)

Das zweite Kabinett Millerand war eine Regierung der Dritten Französischen Republik. Es wurde am 18. Februar 1920 von Premierminister (Président du Conseil) Alexandre Millerand gebildet und löste das Kabinett Millerand I ab. Es blieb bis zum 23. September 1920 im Amt und wurde vom Kabinett Leygues abgelöst.
Dem Kabinett gehörten Minister des Bloc national (Fédération républicaine (FR), Alliance républicaine démocratique (ARD) und Radicaux indépendants (RI)) sowie die Parti républicain-socialiste (PRS) und die Parti républicain, radical et radical-socialiste (PRRRS) an.

## Kabinett
Dem Kabinett gehörten folgende Minister an (kaum Änderungen zu Millerand I):
- Premierminister: Alexandre Millerand
- Außenminister: Alexandre Millerand
- Justizminister: Gustave Lhopiteau (RI)
- Minister des Inneren: Théodore Steeg (PRRRS)
- Finanzen: Frédéric François-Marsal (FR)
- Kriegsminister: André Lefèvre[1] (ARD)
- Minister für Marine: Adolphe Landry (ARD)
- Minister für die Kolonien: Albert Sarraut (PRRRS)
- Minister für Arbeit: Paul Jourdain[2] (ARD)
- Minister für öffentlichen Unterricht und Kunst: André Honnorat[3] (ARD)
- Minister für Handel und Industrie: Auguste Isaac[4] (FR)
- Minister für Renten, Prämien und Kriegszulagen: André Maginot (ARD)
- Minister für Landwirtschaft: Joseph-Honoré Ricard[5]
- Minister für öffentliche Arbeiten: Yves Le Trocquer (ARD)
- Minister für die befreiten Regionen: Émile Ogier
- Minister für Gesundheit, Wohlfahrt und Sozialfürsorge: Jules-Louis Breton[6] (PRS)
- Generalkommissar für Benzin und Brennstoffe: Henry Bérenger (PRRRS)
  - ab 2. Juni 1920: Laurent Eynac (RI)
- Generalkommissar für die troupes noires[A 1]: Blaise Diagne (PRS)

### Unterstaatssekretäre
Dem Kabinett gehörten folgende Sous-secrétaires d’État an:
- Premierminister und Äußeres: Charles Reibel[7] (ARD)
- Innenministerium: Robert David[8] (ARD)
- Finanzministerium: Emmanuel Brousse[9] (ARD)
- Technische Bildung: Pierre Coupat[10]
- Verpflegung: Robert Thoumyre[11] (ARD)
- Landwirtschaft: Henri Queuille (PRRRS)
- Post und Telegraphie: Louis Deschamps (ARD)
- Bergbau und Wasserkraft: Antoine Borrel[12] (PRS)
- Luftfahrt und Luftverkehr: Pierre-Étienne Flandin (ARD)
- Häfen, Handelsmarine und Fischerei: Paul Bignon[13] (ARD)
- Befreite Regionen: Georges Leredu[14] (ARD)

## Historische Einordnung
Von Ende Februar bis Ende Mai überzogen Streikwellen der Bergarbeiter und Eisenbahner das Land. Millerand rief die Armee, Schüler der Grandes Ecoles und „Bürger guten Willens“ auf, die Streikenden zu ersetzen. 15.000 Eisenbahner wurden aus dem Dienst entlassen. Die CGT forderte die Wiederaufnahme der Arbeit am 22. Mai.
Am 2. April begann die Krise nach dem Einmarsch deutscher Reichswehrtruppen in die entmilitarisierte Zone zur Niederschlagung des Ruhraufstands, was gegen die Bestimmungen des Versailler Vertrags verstieß. Ratspräsident Millerand fordert von der deutschen Regierung den sofortigen Rückzug und als diese nicht nachkam, beschloss er am 5. April, mehrere deutsche Städte von französischen Truppen besetzen zu lassen. Auf der Konferenz von Sanremo erhielt Frankreich Ende April das Mandat für Syrien und den Libanon.Xavier Baron: Histoire de la Syrie. 1918 à nos jours. Tallandier, 2014, ISBN 979-1-02100870-0.
Am 23. April 1920 wurde der frühere Finanzminister Joseph Caillaux wegen Kooperation mit dem Feind zu drei Jahren Haft und entzug der Bürgerrechte verurteilt. Im Mai forderte die letzte Pestepidemie in Paris 34 Todesopfer.
Am 16. Mai 1920 wurde Jeanne d’Arc heilig gesprochen.
Die Konferenz von Spa legte im Juli 1920 fest, dass Frankreich 52 % der Reparationszahlungen erhalten solle.
Am 31. Juli 1920 verabschiedete das Parlament ein Gesetz, das Abtreibung und Empfängnisverhütung für illegal erklärte und Anti-Empfängnisverhütungs-Propaganda verbot.
Am 10. August 1920 wurde der Vertrag von Sèvres mit dem Osmanischen Reich unterzeichnet.
Die Regierung Millerand endete, als Staatspräsident Paul Deschanel wegen psychischer Probleme zurücktreten musste (er war unter anderem im Mai bei dem Versuch, ein Abteilfenster zu schließen, aus dem Zug gefallen) und Millerand im September 1920 zu seinem Nachfolger gewählt wurde.